# Линьероль (Алье)
Линьеро́ль (фр. Lignerolles) — коммуна во Франции, находится в регионе Овернь. Департамент коммуны — Алье. Входит в состав кантона Южный Монлюсон. Округ коммуны — Монлюсон.
Код INSEE коммуны — 03145.

## Население
Население коммуны на 2008 год составляло 625 человек.
| 1962 | 1968 | 1975 | 1982 | 1990 | 1999 | 2008 |
| ---- | ---- | ---- | ---- | ---- | ---- | ---- |
| 412  | 435  | 443  | 473  | 579  | 566  | 625  |

## Экономика
В 2007 году среди 426 человек в трудоспособном возрасте (15—64 лет) 332 были экономически активными, 94 — неактивными (показатель активности — 77,9 %, в 1999 году было 70,3 %). Из 332 активных работали 311 человек (163 мужчины и 148 женщин), безработных было 21 (5 мужчин и 16 женщин). Среди 94 неактивных 27 человек были учениками или студентами, 41 — пенсионерами, 26 были неактивными по другим причинам.

## Достопримечательности
- Нео-готическая церковь Сен-Мартен (XIX век)
- Скалы в ущелье Шер
- Мельница Мерсье